# Waingaromia (rivière)
La rivière Waingaromia (anglais : Waingaromia River) est un cours d’eau du district de Gisborne, dans la région de  Gisborne dans l’Île du Nord de la Nouvelle-Zélande. C'est un affluent du fleuve Waipaoa.

## Géographie
Elle s’écoule vers le sud-ouest à partir de son origine à 25 km à l’ouest de la  Baie de Tolaga pour atteindre le fleuve Waipaoa tout près de la ville de Whatatutu.